# Saks (Alabama)
 Saks, Alabama és una concentració de població designada pel cens dels Estats Units a l'estat d'Alabama. Segons el cens del 2000 tenia 10.698 habitants.

## Demografia
Segons el cens del 2000, Saks tenia 10.698 habitants, 4.286 habitatges, i 3.141 famílies La densitat de població era de 342,2 habitants/km².
Dels 4.286 habitatges en un 31,2% hi vivien nens de menys de 18 anys, en un 58,2% hi vivien parelles casades, en un 11,4% dones solteres, i en un 26,7% no eren unitats familiars. En el 23,1% dels habitatges hi vivien persones soles el 9,4% de les quals corresponia a persones de 65 anys o més que vivien soles. El nombre mitjà de persones vivint en cada habitatge era de 2,5 i el nombre mitjà de persones que vivien en cada família era de 2,93.
Per edats la població es repartia de la següent manera: un 23,8% tenia menys de 18 anys, un 8,9% entre 18 i 24, un 27,9% entre 25 i 44, un 25,9% de 45 a 60 i un 13,6% 65 anys o més.
L'edat mediana era de 38 anys. Per cada 100 dones hi havia 91,9 homes. Per cada 100 dones de 18 o més anys hi havia 89,8 homes.
La renda mediana per habitatge era de 37.321 $ i la renda mediana per família de 42.183 $. Els homes tenien una renda mediana de 30.322 $ mentre que les dones 21.285 $. La renda per capita de la població era de 18.792 $. Aproximadament el 8,5% de les famílies i l'11,1% de la població estaven per davall del llindar de pobresa.

## Poblacions més properes
El següent diagrama mostra les poblacions més properes.